# Дудін Михайло Олександрович
Миха́йло Олекса́ндрович Ду́дін (нар. 1916 — пом. 1993) — російський радянський поет і перекладач. Герой Соціалістичної Праці (1976). Лауреат Державної премії СРСР (1981) і РРФСР (1972).

## Життєпис
Народився 20 листопада 1916 року в селі Клевньово Нерехтського повіту Костромської губернії Російської імперії (нині — Фурманівського району Івановської області Росії), в селянській родині. Росіянин. У 11-річному віці втратив матір. Навчався у школі селянської молоді в Бібірєво на агронома, згодом — в Івановській ткацькій фабриці-школі, після закінчення якої у 1934 році працював помічником майстра на ткацькій фабриці. У 1937 році вступив на вечірнє відділення літературного факультету Івановського педагогічного інституту.
25 листопада 1939 року Кіровським РВК м. Іваново призваний до лав РСЧА. Направлений до полкової школи молодших командирів, але закінчити її не встиг. Брав участь у радянсько-фінській війні 1939—1940 років, нагороджений медаллю «За відвагу». З травня 1940 року проходив військову службу в складі радянського гарнізону на півострові Ханко. Учасник німецько-радянської війни з червня 1941 року. Брав участь у обороні півострова Ханко, згодом — письменник газети «На страже Родины» Ленінградського фронту, гвардії старший лейтенант. Член Спілки письменників СРСР з 1942 року.
Після закінчення війни залишився жити в Ленінграді. Член КПРС з 1951 року. Займався літературною і перекладацькою діяльністю. Також вів значну громадську роботу, протягом 20 років працював у ленінградському Комітеті захисту миру. З його інінціативи було створено «Зелений пояс Слави», музей оборони Ханко.
Обирався депутатом Верховної Ради РРФСР двох скликань, членом правління СП РРФСР (з 1958) і СП СРСР (з 1967), секретарем правління Ленінградського відділення СП РРФСР, секретарем правління СП СРСР (1986—1991), співголовою Спілки російських письменників (з 1991).
Помер 31 грудня 1993 року. Похований на кладовищі села Вязовського Фурманівського району Івановської області, поруч з могилою матері.

## Творча діяльність
У 1934 році почав писати перші вірші, співпрацював з івановською молодіжною газетою.
У 1940 році вийшла друком перша книжечка віршів «Злива» (рос. «Ливень»). Спільно з В. Кудріним видав книгу «Веселий двір» (рос. «Весёлый двор»).
Формування М. Дудіна, як поета, відбулось в роки німецько-радянської війни. У 1941 році, з ініціативи М. Тихонова, у журналі «Зірка» (рос. «Звезда») опубліковано підбірку віршів. У роки війни вийшли друком збірки віршів «Фляга» (1943), «Військова Нева», «Шлях гвардії», «Вогнище на перехресті» (1944).
У повоєнні роки видав збірки віршів: «Вважайте мене комуністом» (1950), «Мости. Вірші з Європи» (1958), «До запитання» (1963)… Всього ж за свою творчу кар'єру видав понад 70 збірок віршів.
Також здійснював переклади віршів поетів радянських республік російською, Зокрема, з української — твори Миколи Бажана та Івана Драча.

## Нагороди і почесні звання
Указом Президії Верховної Ради СРСР від 19 листопада 1976 року «за значний внесок у розвиток радянської літератури, плідну громадську діяльність та у зв'язку з 60-тиріччям з дня народження», Дудіну Михайлу Олександровичу присвоєне звання Героя Соціалістичної Праці.
Нагороджений двома орденами Леніна (19.11.1976, …), орденами Жовтневої Революції (1986), Трудового Червоного Прапора (…), Вітчизняної війни 1-го (11.03.1985) та 2-го (24.02.1945) ступенів, Дружби народів (1984) і медалями. Також нагороджений золотою медаллю імені О. Фадеєва (1978).
Лауреат Державної премії СРСР (1981) і Державної премії РРФСР (1972).
Почесний громадянин міст Іваново (Росія, 1986) та Єреван (Вірменія, 1986).